# Viva la Vida or Death and All His Friends
Viva la Vida or Death and All His Friends, или краће Viva la Vida, четврти је студијски албум британске рок групе Coldplay. Издат је 12. јуна 2008. године за Parlophone. Албум је доживео велики успех на топ-листама широм света, а међу песмама се истичу синглови Viva la Vida и Violet Hill. Добио је Греми за најбољи рок албум и био је номинован за албум године.

## Списак песама
Аутор(и) свих текстова: Гај Бериман, Џони Бакланд, Вил Чемпион и Крис Мартин. 
| №               | Назив | Трајање            |  |
| 1.              | Life in Technicolor (Бериман, Бакланд, Чемпион, Мартин, Хопкинс)                                                  | 2:30               |  |
| 2.              | Cemeteries of London                                                                                              | 3:21               |  |
| 3.              | Lost! | 3:55               |  |
| 4.              | 42 | 3:57               |  |
| 5.              | Lovers in Japan/Reign of Love - Lovers in Japan - Reign of Love                                                   | 6:51 - 3:57 - 2:41 |  |
| 6.              | Yes - Yes - Chinese Sleep Chant                                                                                   | 7:06 - 4:04 - 3:02 |  |
| 7.              | Viva la Vida | 4:01               |  |
| 8.              | Violet Hill | 3:42               |  |
| 9.              | Strawberry Swing                                                                                                  | 4:09               |  |
| 10.             | Death and All His Friends - Death and All His Friends - The Escapist (Бериман, Бакланд, Чемпион, Мартин, Хопкинс) | 6:18 - 3:30 - 2:48 |  |
| Укупно трајање: | Укупно трајање:                                                                                                   | 45:49              |  |

## Особље
- Крис Мартин — вокали, акустична гитара, клавир, клавијатуре
- Џони Бакланд — електрична гитара, пратећи вокали
- Гај Бериман — бас гитара, синтисајзер, пратећи вокали
- Вил Чемпион — бубњеви, перкусије, клавир, пратећи вокали